# Oreocharis nanchuanica
Oreocharis nanchuanica är en tvåhjärtbladig växtart som först beskrevs av K.Y. Pan och Z.Y. Liu, och fick sitt nu gällande namn av Mich. Möller och A. Weber. Oreocharis nanchuanica ingår i släktet Oreocharis och familjen Gesneriaceae. Inga underarter finns listade i Catalogue of Life.